# Bad Vöslau
Bad Vöslau je lázeňské město v Dolních Rakousích v Rakousku. Leží na úbočí Vídeňského lesa ve Vídeňské pánvi, zhruba 35 kilometrů jižně od Vídně. Kromě lázní je také známo pěstováním červeného vína. Geologickým zlomem zde vznikla celá řada léčebných termálních pramenů. Žije zde přibližně 12 tisíc obyvatel.

## Historie
Historická zmínka o Vöslau již z mladší doby kamenné, již době Římské říše byly známy léčebné účinky zdejších pramenů. Písemně je poprvé zachycen vznik Vöslau (poněmčeno ze slovanského jazyka "vesele", veselý) v roce 1136 v knize augustiánského kláštera v Klosterneuburgu, jejímž autorem je Adoldus de Veselove. V této době zde byl pouze hrad s vodním příkopem, který teprve v 18. století byl přebudován a rozšířen. Vodní hrad byl pak dobyt a zpustošen Matyášem Korvínem v roce 1453 a znovu vystaven během reformace.
V roce 1773 se stali majiteli panství příslušníci rodu Friesů, kteří v té době patřili k nejvlivnějším rodinám u Vídeňského dvora. Právě oni se zasloužili o velký rozkvět města. Podle projektu dvorního architekta vídeňského dvora J. F. Hetzendorfa zde byl vybudován zámek. V 19. století žilo město především textilním průmyslem a od 2. poloviny i cizineckým ruchem. Kromě toho je Vöslau významné svou vinařskou oblastí. Od roku 1924 přijalo Vöslau status lázeňství. První lázeňská zařízení zde bylo uvedeno do provozu v roce 1822. Lázně byly slavnostně otevřeny v roce 1926 v Baislinu tehdejším spolkovým prezidentem M. Hainischem.
V roce 1954 přijaly lázně Vöslau status města. Bývalý zámek byl přebudován a změněn na městskou radnici. Kromě léčivých pramenů, které zde vyvěrají na četných místech ze země, přispívají k léčbě i pobyty v místních klimatických jeskyních.

### Vývoj počtu obyvatel
| Rok  | Počet obyvatel |
| ---- | -------------- |
| 1971 | 10 204         |
| 1981 | 10 524         |
| 1991 | 11 055         |
| 2001 | 10 998         |
| 2006 | 11 190         |

### Náboženství
Podle sčítání v roce 2001 bylo ve městě 60,1 % římských katolíků, 9,9 % evangelíků, 8 % muslimů a 3,9 % pravoslavných. Další náboženství mají ve městě méně než 1% zastoupení a 15,3 % obyvatel je bez vyznání.